# Jan Frederik Gronovius
Se även Johann Friedrich Gronovius

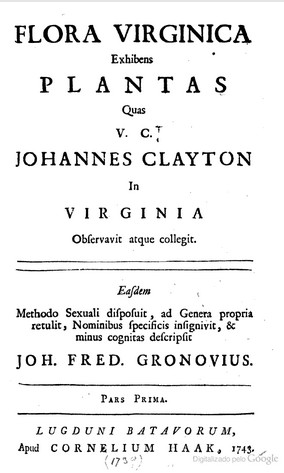
Jan Frederik Gronovius Flora Virginica från 1743

Jan (Johan) Frederik Gronovius, född 10 februari 1686 i Leiden, död 10 juli 1762, var en nederländsk botaniker; son till Jakob Gronovius och far till Laurens Theodor Gronovius.
Födelseåret har i många källor angetts som 1690, men det är fel, enligt BHL.
Gronovius var medicine doktor och rådsherre i Leiden. Han är som vetenskaplig forskare känd genom sin Flora virginica (1739, 1743) och Flora orientalis (1755). Han umgicks med Carl von Linné under dennes vistelse i Nederländerna, och lät trycka hans "Systema naturæ" (1735). Det var Gronovius som namngav Linnés älsklingsväxt "Linnæa". Linné återgäldade det genom att namnge Gronovia skandens, L. 1753.
Gronovius namngav följande släkten:

- (Asteraceae)
  - Corymbium Gronov., 1753
  - Gerbera Gronov., 1737
- (Caprifoliaceae)
  - Linnaea Gronov., 1753
- (Convolvulaceae)
  - Convolvulus lactescens Gronov. ex Choisy, 1845
- (Diapensiaceae)
  - Anonymos Gronov. ex Kuntze 1891 nom. illeg.
- (Fabaceae)
  - Haematoxylum Gronov., 1753
- (Hamamelidaceae)
  - Hamamelis Gronov. ex L., 1753
- (Hydrangeaceae)
  - Hydrangea Gronov. 1753
- (Iridaceae)
  - Bulbocodium Gronov., 1755
- (Lamiaceae)
  - Agastache Clayton ex Gronov., 1762
  - Trichostema Gronov., 1753
- (Leguminosae)
  - Haematoxylum Gronov., 1753
- (Melastomataceae)
  - Rhexia Gronov., 1753
- (Myristicaceae)
  - Myristica Gronov., 1755
  - Palala Kuntze, 1891 nom. illeg.
- (Orchidaceae)
  - Arethusa Gronov., (1743)
- (Poaceae)
  - Zizania Gronov. ex L. , 1753
- (Rosaceae)
  - Filipendula lobata (Gronov. ex Jacq.) Maxim., 1879
  - Spiraea lobata Gronov. ex Jacq., 1770
  - Thecanisia lobata (Gronov. ex Jacq.) Raf., 1837
  - Rubiaceae Catesbaea Gronov., 1753
  - Rubiaceae Diodia Gronov., 1753
  - Rubiaceae hedyotis'' sect. ''houstonia (Gronov.) Torr. & A.Gray,1841
  - Rubiaceae Houstonia Gronov., 1753
- (Salicaceae)
  - Salix vulgaris Clayton ex Gronov., 1762
- (Xyridaceae)
  - Xyris Gronov. ex L., 1753

## Eponym
- (Loasaceae)
  - Gronovia L., 1753
  - Gronovia Blanco, 1837